# Synagrops serratospinosus
Synagrops serratospinosus är en fiskart som beskrevs av Hugh McCormick Smith och Lewis Radcliffe 1912. Synagrops serratospinosus ingår i släktet Synagrops och familjen Acropomatidae. Inga underarter finns listade i Catalogue of Life.